# Cheiracanthium ienisteai
Cheiracanthium ienisteai là một loài nhện trong họ Miturgidae.
Loài này thuộc chi Cheiracanthium. Cheiracanthium ienisteai được miêu tả năm 1985 bởi Sterghiu.